# Łukasz Koszarek
Łukasz Jacek Koszarek (* 12. Januar 1984 in Września, Woiwodschaft Posen) ist ein polnischer Basketballspieler. Der Nationalspieler und viermalige EM-Endrundenteilnehmer spielte beinahe ausschließlich für Vereine seiner Heimat, unterbrochen nur durch zwei Spielzeiten beim italienischen Erstligisten JuveCaserta. In seiner Heimat gewann Koszarek einmal die Meisterschaft und einmal den Pokalwettbewerb.

## Karriere
Koszarek wechselte 1999 aus seiner Heimat zum Verein aus Warka, bei dem damals viele polnische Talente konzentriert wurden. 2003 wechselte der Juniorennationalspieler in die Hauptstadt Warschau zu Polonia, mit dem er zweimal den dritten Platz in der polnischen Meisterschaft der Polska Liga Koszykówki belegte. Nach einem zehnten Platz 2006 verließ er den Verein und wechselte zum Ligakonkurrenten Turów aus Zgorzelec. Nach dem Wiederaufstieg 2004 erreichte die Mannschaft auf dem zweiten Platz der regulären Saison die Finalserie der Meisterschaft, in der man nach einem Sieg in fünf Spielen Titelverteidiger Trefl Prokom Sopot unterlag. Nachdem Koszarek bereits in der Qualifikation zur EM-Endrunde 2005 in der polnischen Herren-Nationalmannschaft debütiert hatte, konnte er sich mit der polnischen Auswahl für das EM-Endrundenturnier 2007 qualifizieren, bei dem Polen jedoch alle drei Vorrundenspiele verlor.
Ab der Saison 2007/08 spielte Koszarek zwei Jahre für Anwil aus Włocławek, mit denen er 2009 den dritten Platz hinter Serienmeister Prokom Sopot und Turów belegte. Beim EM-Endrundenturnier 2009 im eigenen Land verlor die polnische Auswahl in der Vorrunde nach Siegen über Bulgarien und Litauen nur gegen die Türkei. In der Zwischenrunde reichte es zu keinem weiteren Sieg mehr. Von 2009 bis 2011 spielte Koszarek in der Lega Basket Serie A für den italienischen Altmeister Pepsi JuveCaserta. Nach dem Wiederaufstieg zwei Jahre zuvor erreichte Caserta den zweiten Platz nach der regulären Saison, verlor jedoch in der Play-off-Halbfinalserie die letzten beiden Spiele in einer Serie über fünf Spiele gegen Rekordmeister Olimpia Armani Mailand. Nachdem Caserta in der ersten Qualifikationsrunde zur EuroLeague 2010/11 in zwei Spielen am späteren Qualifikanten BK Chimki gescheitert war, erreichte die Mannschaft im Eurocup 2010/11 das Viertelfinale, in dem man nach Niederlagen in Hin- und Rückspiel gegen den späteren Titelgewinner UNICS Kasan ausschied. Beim EM-Endrundenturnier 2011 in Polens Nachbarland Litauen, für das Polen erst nach Aufstockung des Teilnehmerfeldes qualifiziert war, verpasste die polnische Auswahl nach zwei Siegen und zwei Niederlagen im letzten Vorrundenspiel nach einer Niederlage gegen die britische Basketballnationalmannschaft noch die Teilnahme an der Zwischenrunde.
Für die Saison 2011/12 kehrte Koszarek nach Polen zurück und spielte für Trefl aus Sopot, die nach der Verlegung des Serienmeisters Asseco Prokom nach Gdynia in Sopot 2009 wiedergegründet worden waren. Im als Ligapokal ausgetragenen Pokalwettbewerb konnte man den ersten Titel nach der Wiedergründung gewinnen, nachdem man im Finale Zastal Zielona Góra in deren Halle schlug. Koszarek wurde zum MVP des Pokalturniers ernannt. Nachdem Asseco Prokom die reguläre Saison in der VTB United League gespielt hatte, erreichte Trefl auch den ersten Platz in der regulären Saison in Polen. In der Finalserie der polnischen Meisterschaft trafen die beiden Lokalrivalen aufeinander und Serienmeister Asseco Prokom konnte sich noch einmal in sieben Spielen durchsetzen und den neunten Titelerfolg hintereinander erzielen. Für die Saison 2012/13 wechselte Koszarek nun selbst in die Nachbarstadt zum Serienmeister, mit dem er in der EuroLeague 2012/13 nach nur zwei Siegen in zehn Vorrundenspielen ausschied. Anschließend fiel die Mannschaft nach finanziellen Problemen noch innerhalb der Saison weitgehend auseinander. Während Nationalmannschaftskamerad Adam Hrycaniuk nach Spanien wechselte, ging Koszarek im März 2013 zu Stelmet aus Zielona Góra, die dem niederschlesischen Rivalen Turów nach vier Siegen ohne Niederlage in der Play-off-Finalserie der Meisterschaft keine Chance ließen. Beim EM-Endrundenturnier 2013 gewann die polnische Auswahl nur das letzte und bedeutungslose Gruppenspiel gegen Gastgeber Slowenien und schied unter dem deutschen Nationaltrainer Dirk Bauermann früh aus. Mit Rückkehrer Hrycaniuk startete Stelmet in die EuroLeague 2013/14, wo man nach nur zwei Siegen in zehn Vorrundenspielen in der Zwischenrunde des Eurocup 2013/14 weiterspielte. Dort schied man dann in einer Gruppe mit den beiden späteren Finalisten UNICS Kasan und Valencia Basket Club endgültig aus den internationalen Wettbewerben aus. In einer Neuauflage der polnischen Meisterschafts-Finalserie verlor Stelmet den Titel an Koszareks ehemalige Mannschaft Turów Zgorzelec.